# Formica puberula
Formica puberula é uma espécie de formiga do gênero Formica, pertencente à subfamília Formicinae.